# Frau Antje

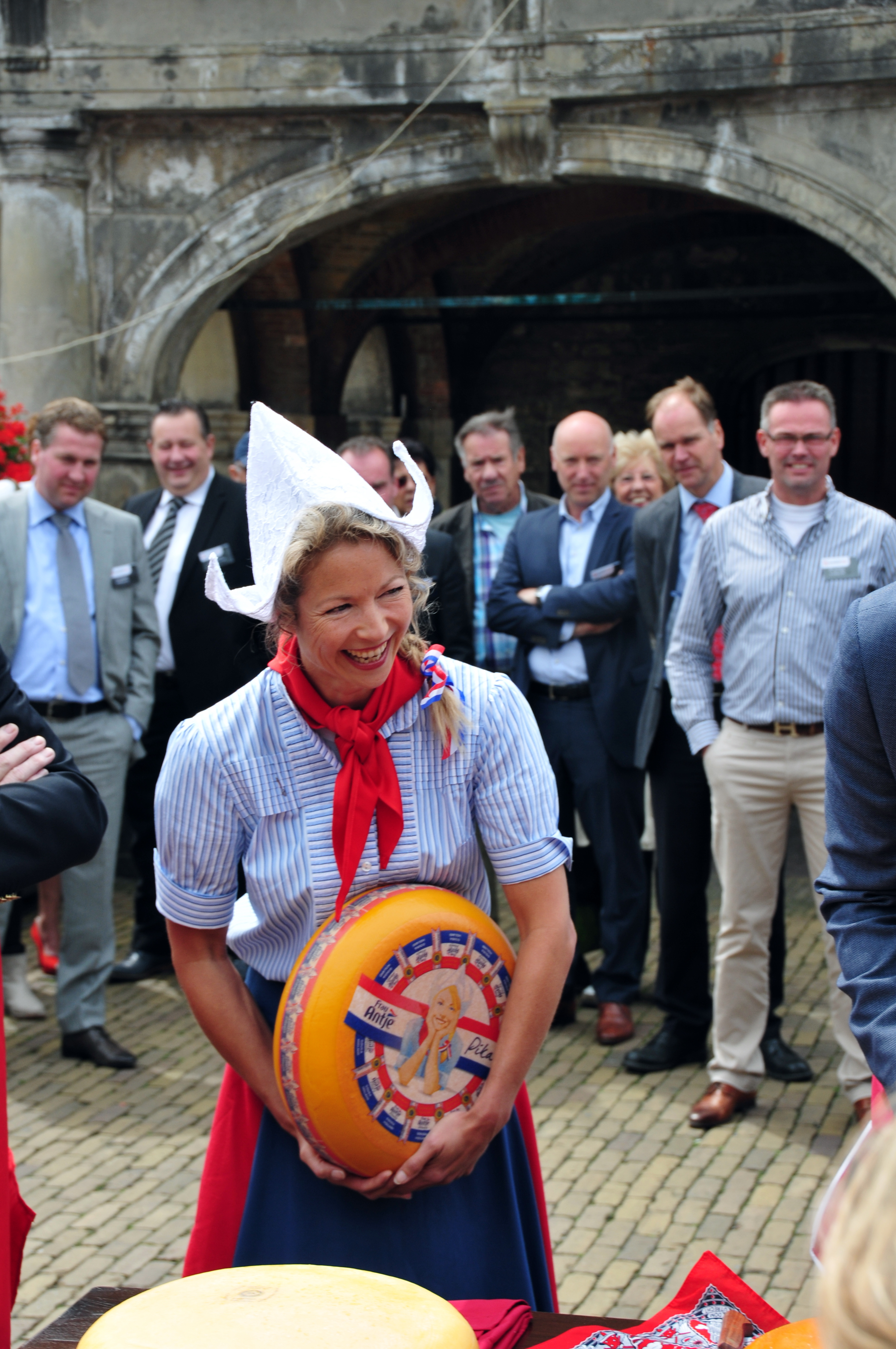
Frau Antje voor het stadhuis in Gouda (2013)

Frau Antje (vertaald: Mevrouw Antje) is een Nederlands-Duits reclamefiguur van de Nederlandse Zuivel Organisatie (voorheen: Nederlands Zuivelbureau), dat in 1954 als vignet werd bedacht. Ze stelt een karikatuur voor van een Nederlandse boerenvrouw in klederdracht, vergelijkbaar met het Zeeuws Meisje van de margarine.
Het in 1931 opgerichte  Crisiszuivelbureau had als doel om zuivel aan te prijzen, eerst in Nederland, later ook over de grens. In het begin werd dit gedaan door Volendammer kaasmeisjes in klederdracht. Veel producten werden in die tijd zo onder de aandacht gebracht.
In 1961 besloot directeur Hans Willemse van het Zuivelbureau om een Frau Antje van vlees en bloed te presenteren. Zo verscheen Frau Antje, gestalte gegeven door actrice Kitty Janssen, voor het eerst op de tv voor het aanprijzen van een receptenboekje. Al snel werd de figuur van Frau Antje in heel Duitsland bekend, door de vele reclames op televisie, in kranten en tijdschriften, die tot in de jaren negentig van de 20e eeuw werden uitgezonden. Opvolgsters van Kitty Jansen verschenen in Duitsland op beurzen en andere evenementen. Ze gingen op de foto met bekende Duitse politici en feliciteerden Duitse sporters met hun verjaardag. Begin jaren tachtig kende 90% van de West-Duitsers haar. De kaasexport steeg van 28.000 ton in 1954 tot meer dan 200.000 ton in 1992. 
Emilie Bouwman werd in 1963 Frau Antje en bleef dat bijna twintig jaar. Toen het Nederlands Bureau voor Melkproducten in 1974 via een prijsvraag annex reclamestunt een opvolgster zocht, ging de rol naar Ellen Soeters. In jaren '80 mocht Bouwman de rol weer op zich nemen. Eind jaren tachtig nam Saskia Valencia de rol over en vertolkte deze tot eind jaren negentig. Na enige jaren van het scherm te zijn verdwenen, maakte ze een comeback in de 21e eeuw. Frau Antje, van 1999 tot 2011 vertolkt door Madeleen Driessen, is het boegbeeld van de marketing van Nederlandse zuivel in Duitsland. Driessen deelde in 2004 op een feest voor de bruiloft van Willem Alexander en Máxima Zorreguieta kaas uit. In januari 2009 liet ze zich op een grote voedselbeurs in Berlijn zoenen door diverse hoogwaardigheidsbekleders. Velen zien Frau Antje als een ambassadrice voor Nederland. In 2011 nam Mendy Smits de rol over. Van 2014 tot en met 2018 werd de rol verolkt door Floor Schothorst. Van 2018 tot en met 2021 waren er twee Frau Antje Annemarijn Kool en Nyncke Bergman. Tussen 2022 en 2025 werd de rol alleen door Bergman vertolkt. Vanaf 2025 wordt de rol opnieuw door Kool vertolkt.
In 1984, het topjaar van de kaasexport, verscheen Ellen Soeters in de Duitse Playboy Magazine naakt als Frau Antje.
Het Duitse blad Der Spiegel publiceerde in 1994 een satirische persiflage op Frau Antje, op de cover, waarin enkele minder aangename aspecten van de Nederlandse cultuur onder de aandacht werden gebracht; zo rookte ze een enorme joint; de reclamecampagne met Frau Antje werd toen tijdelijk stopgezet. Een soortgelijke persiflage herhaalde Der Spiegel in 2021.
De van oorsprong Duitse cultuuronderzoekster (etnologe) Sophie Elpers (1979), verbonden aan het Meertens Instituut, onderzocht de geschiedenis van kaasmeisje Frau Antje, hét symbool voor Nederland in Duitsland, en schreef er in 2009 een uitgebreid boek over: "Hollandser dan kaas".